# Єзепов В'ячеслав Іванович
Єзепов В'ячеслав Іванович (рос. Езепов Вячеслав Иванович; 7 жовтня 1941, Саратов, РРФСР, СРСР — 9 грудня 2020, Москва, Росія) — радянський і російський актор театру і кіно. Народний артист РРФСР (1989). Народний артист України (2004). Брат російського актора Михайла Єзепова.

## Біографічні відомості
У 1963 році закінчив Школу-студію МХАТ (педагоги В. К. Монюков і К. М. Головко) і був прийнятий у трупу Київського російського академічного театру ім. Лесі Українки.
Сезон 1966—1967 рр. грав на сцені Театру імені Ленінського комсомолу в Москві.
З 1967 року — актор Державного академічного Малого театру.
Дебютував у кіно у 1964 році, зіграв у фільмах та телевиставах 70 різнохарактерних ролей.
Знімався в картинах українських кіностудій: «Ракети не повинні злетіти» (1964), «Немає невідомих солдатів» (1965), «Насмішкувате моє щастя» (1977, фільм-спектакль), «Історія одного кохання» (1981), «Старі листи» (1981), «Нехай він виступить» (1982), «Берег його життя» (1984), «Наближення до майбутнього» (1986), «Убити „Шакала“» (1991).
Помер на 80-му році життя 9 грудня 2020 року у Москві. Причиною смерті стали ускладнення на фоні коронавірусу. Прах похований на Новодівичому цвинтарі.

## Визнання та нагороди
- Заслужений артист Української РСР (1975)
- Народний артист РРФСР (11.09.1989) — за великі заслуги в галузі радянського театрального мистецтва[1]
- Орден Пошани (25.10.1999) — за великий внесок у розвиток вітчизняної театральної культури та у зв'язку зі 175-річчям Державного академічного Малого театру Росії
- Народний артист України (19.04.2004) — за вагомий особистий внесок у розвиток культурних зв'язків між Україною та Російською Федерацією, багаторічну плідну творчу діяльність[2]
- Орден Дружби (03.09.2006) — за великий внесок у розвиток вітчизняного театрального мистецтва та багаторічну плідну діяльність
- Орден Олександра Невського (03.05.2018) — за великий внесок у розвиток вітчизняної культури та мистецтва, багаторічну плідну діяльність

## Театральні роботи

### Національний академічний театр російської драми імені Лесі Українки
- «Іду на грозу» Данила Граніна — Крилов
- «Вечірнє світло» Олексія Арбузова — Пальчиков
- «Дон Карлос» Фрідріха Шіллера — Домінго
- «Насмішкувате моє щастя» Леоніда Малюгіна — Антон Чехов

### Державний академічний Малий театр
- 1967 — «Дипломат» С. Альошина — Коментатор
- 1967 — «Різдво в домі синьйора Куп'єлло» Э. Де Філіппо — Ніколо
- 1968 — «Мандрівник без багажу» Ж. Ануйя — Гастон
- 1969 — «Шалені гроші» О. М. Островського — Єгор Глумов
- 1968 — «Кримінальне танго» Е. Раннета — Філософ
- 1972 — «Найостанніший день» Б. Васильєва — Валера
- 1972 — «Перед заходом сонця» Ґ. Гауптмана — Ганефельд
- 1978 — «Лихо з розуму» О. С. Грибоєдова — Горіч
- 1979 — «Берег» Ю. Бондарева — Діцман
- 1980 — «Ревнива до себе самої» Тірсо де Моліна — Дон Алонсо
- 1982 — «Вибір» Ю. Бондарева — Коліцин
- 1982 — «Ретро» О. Галіна — Леонід
- 1983 — «Діти Ванюшина» С. Найдьонова — Щоткін
- 1984 — «Живий труп» Л. М. Толстого — Слідчий
- 1987 — «Гра» Ю. Бондарева — Балабанов
- 1987 — «Людина, яка сміється» В. Гюго — Баркільфедро
- 1988 — «Лісовик» А. П. Чехова — Дядін
- 1989 — «Казки Голлівуду» К. Гемптона — Генріх Манн
- 1990 — «Хижаки» О. Ф. Писемського — Граф Зиров
- 1990 — «І аз воздам» С. Кузнецова — Юровський
- 1990 — «Міщанин-шляхтич» Ж.-Б.Мольєра — Вчитель танців
- 1991 — «Вбивство Гонзаго» Н. Йорданова — Суфлер
- 1991 — «Цар Петро і Олексій» Ф. Горенштейна — Петро Толстой
- 1992 — «Холопи» П. П. Гнедіча — Князь Олександр Павлович
- 1992 — «Гаряче серце» О. М. Островського — Курослєпов
- 1993 — «Вишневий сад» А. П. Чехова — Фірс
- 1994 — «Вовки та вівці» О. М. Островського — Чугунов
- 1994 — «Царь Борис» О. К. Толстого — Луп-Клешнін
- 1995 — «Таланти і шанувальники» О. М. Островського — Князь Дулєбов
- 1996 — «Чайка» А. П. Чехова — Шамраєв
- 1997 — «Таємниці Мадридського двору» Е. Скріба і Е. Легуве — Карл V
- 2001 — «Як приховати вбивство» С. Сондхайма, Д. Фурта — Грегорі Рід
- 2008 — «На всякого мудреця досить простоти» О. М. Островського — Мамаєв
- 2008 — «Безумний, безумний Генріх» Л. Піранделло — Генріх IV
- 2011 — «Спадкоємці Рабурдена» Е. Золя — Рабурден
- 2012 — «Безприданниця» О. М. Островського — Мокій Пармьонич Кнуров
- 2017 — «Маленькі трагедії» О. С. Пушкіна — Сальєрі, Барон, Голова

## Фільмографія
- «Ракети не повинні злетіти» (1964, оберлейтенант Кранц (немає в титрах); Кіностудія ім. О. Довженка)
- «Немає невідомих солдатів» (1965, німецький солдат з грамофоном; Кіностудія ім. О. Довженка)
- «Справа про вбивство Шерлока Холмса» (1967, фільм-спектакль)
- «Північне світло» (1967, фільм-спектакль; Девід, син Генрі Пейджа)
- «Барсуки» (1968, фільм-спектакль; Петро Зосимович, продкомісар)
- «Незакінчена симфонія» (1968, фільм-спектакль; Йоганн Майрхофер, поет)
- «Секретна справа Йоганна Гутенберга» (1968, фільм-спектакль)
- «Аеропорт „Глобус“» (1970, фільм-спектакль; господар збройового магазину)
- «Три версії» (1970, фільм-спектакль)
- «Колишнє і думи» (1970, фільм-спектакль; Микола Платонович Огарьов)
- «Експеримент» (1970, Борис Миколайович, зубний технік, брат Лідії Миколаївни)
- «Наші сусіди» (1970—1973, фільм-спектакль)
- «Найостанніший день» (1973, фільм-спектакль; Валера)
- «Ходіння по муках» (1974—1977, т/с, Микола Іванович Смоковников; реж. В. Ординський)
- «Ася» (1977, Н. Н.; реж. Й. Хейфіц)
- «Насмішкувате моє щастя» (1977, фільм-спектакль; Антон Павлович Чехов; Укртелефільм, реж. Михайло Резнікович, Р. Олексів)
- «Життя Бетховена» (1978, Франц Шуберт)
- «Дорослий син» (1979, Шульгін Сергій, батько Андрія, психотерапевт)
- «Карл Маркс. Молоді роки» (1980, П'єр Жозеф Прудон; реж. Л. Куліджанов)
- «Ревнива до себе самої» (1980, фільм-спектакль; Дон Алонсо)
- Кіноальманах «Молодість», випуск 2-й. «Повернення лікаря» (1980, лікар)
- «Незнайомець» (1980, фільм-спектакль; Аркадій Павлович Лалаєв, директор «Гумового виробу»)
- «Крєпиш» (1981, гравець)
- «Старі листи» (1981; Сергій Сергійович, чоловік Віри; Кіностудія ім. О. Довженка, реж. А. Іванов)
- «Історія одного кохання» (1981, Луганович; реж. А. Войтецький, Кіностудія ім. О. Довженка)
- «Через Гобі і Хінган» (1981, Кирило Опанасович Мерецков; СРСР—Монголія)
- «34-й швидкий» (1981, пасажир)
- «І з вами знову я…» (1981, Петро Олександрович Плетньов (немає в титрах))
- «Цей фантастичний світ». Випуск 6 (новела «Тінь минулого») (1981, фільм-спектакль; Мартин Мартинич)
- «Нехай він виступить» (1982, Томас Чалмерс, сенатор, чоловік Маргарет, батько Томмі; Укртелефільм, реж. О. Бійма)
- «Діти Ванюшина» (1982, фільм-спектакль; Павло Сергійович Щоткін)
- «День командира дивізії» (1983, письменник Бек)
- «Місячна веселка» (1983, епізод)
- «Ретро» (1984, фільм-спектакль; Леонід Іванович, зять Чмутіна)
- «Щаслива, Женька!» (1984, Устьянцев)
- «Берег його життя» (1984, Гірс; Одеська кіностудія, реж. Ю. Соломін)
- «Пан Великий Новгород» (1984, Єгор Чудин)
- «Битва за Москву» (1985, кіноепопея; секретар Московського міськкому О. С. Щербаков)
- «П'ять хвилин страху» (1985, Борис Дмитрович Осокін)
- «Від зарплати до зарплати» (1986, Павло Єгорович Гращенков, голова комісії)
- «Парасолька для молодят» (1986, Юрій Данилович)
- «Остання дорога» (1986, Олександр Тургенєв)
- «На жвавому місці» (1986, фільм-спектакль; Пижиков)
- «Наближення до майбутнього» (1986, реж. С. Шахбазян, Кіностудія ім. О. Довженка)
- «Чоловічі портрети» (1987, епізод)
- «Сенс життя» (1987, Щербаков)
- «Братку, люби революцію!» (1987, фільм-спектакль; поручик Одоєвцев)
- «Сталінград» (1989, О. С. Щербаков)
- «Закон» (1989, колишній чоловік Тетяни)
- «Трійка» (1989, фільм-спектакль; Борис Мефодійович Сударєв, секретар міськкому)
- «…І аз воздам» (1990, фільм-спектакль; Юровський)
- «Микола Вавилов» (1990, А. О. Жданов; реж. О. Прошкін)
- «Убити „Шакала“» (1991, Родіон Лісневський; «Київ-АСК», реж. Г. Кохан)
- «Тільки не йди» (1992, Веніамін Олександрович, лікар)
- «Кодекс безчестя» (1993, Герман Сергійович; реж. В. Шиловський)
- «Вирок» (1994, лейтенант Кіллер)
- «Лісовик» (1995, фільм-спектакль; Орловський)
- «Цар Іоанн Грозний» (1998, фільм-спектакль; Шуйський)
- «Цар Петро і Олексій» (1998, фільм-спектакль; Петро Олексійович Толстой)
- «Чайка» (1998, фільм-спектакль; Ілля Опанасович Шамраєв)
- «Марш Турецького». «Синдикат кілерів» фільм 4 (2000, т/с; Сергій Полікарпович Сучков, міністр із сировинних ресурсів)
- «Люди і тіні. Секрети лялькового театру» (2001, т/с; Осадчий; реж. В. Шиловський)
- «Таємниці мадридського двору» (2000, фільм-спектакль; Карл V, король Іспанії)
- «Цар Іоанн Грозний» (2008, фільм-спектакль; Шуйський)
- «Безумний, безумний Генріх» (2010, фільм-спектакль; Генріх IV)
- «Вовки та вівці» (2010, фільм-спектакль; Вукол Наумович Чугунов, колишній член суду)
- «Порада та любов» (2010, Зірочот)
- «Спадкоємці Рабурдена» (2012, фільм-спектакль; Рабурден)